# Diferencovatelnost
Pro porozumění tomuto článku je nutné znát pojem derivace a diferenciál.

Příklad diferencovatelné funkce z R do R, jejího diferenciálu v bodě a její tečny

Diferencovatelnost je v matematice vlastnost reálných funkcí anebo obecnějších geometrických struktur. Diferencovatelná funkce v bodě je v matematické analýze taková funkce, která má v určitém bodě diferenciál. Obdobně lze definovat diferencovatelnost na intervalu, případně na celém definičním oboru.

## Neformální úvod
Funkce je diferencovatelná, pokud se dá na okolí každého bodu aproximovat lineární funkcí, odpovídající tečné přímce nebo rovině. Znamená to, že funkce je spojitá, nemá "hroty" a v žádném směru neroste nekonečně rychle.
Funkce jedné reálné proměnné jsou diferencovatelné, pokud mají v daném bodě konečnou derivaci.
Ilustrativní příklady:
- {\displaystyle f:\mathbb {R} \to \mathbb {R} ,~f(x)=|x|} není diferencovatelná v nule, neboť tam má "hrot".
- {\displaystyle f:\mathbb {R} \to \mathbb {R} ,~f(x)={\sqrt[{3}]{x}}}. Tato funkce není diferencovatelná v bodě {\displaystyle x=0}. Spojitá je všude v {\displaystyle \mathbb {R} }, ale v nule nekonečně rychle roste.
- {\displaystyle f(x,y)={\begin{cases}y&{\text{pokud }}y\neq x\\0&{\text{pokud }}y=x\end{cases}}} má obě parciální derivace v (0, 0) (a dokonce i všechny derivace ve směru) a je v tomto bodě spojitá, ale ne diferencovatelná, neboť nemá tečnou rovinu (rovina {z=y} neaproximuje funkci dostatečně v bodech x=y).

## Formální definice diferencovatelnosti funkce
Funkce f je diferencovatelná na množině M, pokud pro každé {\displaystyle x\in M} existuje její diferenciál {\displaystyle df(x)}. Funkce je spojitě diferencovatelná, pokud se diferenciál mění bod od bodu spojitě. Funkce f definovaná na otevřené množině U je k krát spojitě diferencovatelná, pokud má všechny parciální derivace k-tého řádu spojité. Značíme {\displaystyle f\in C^{k}(U)}.

## Popis diferencovatelných funkcí

### Funkce jedné reálné proměnné
Funkce {\displaystyle f:\mathbb {R} \to \mathbb {R} } je v bodě {\displaystyle c\in \mathbb {R} } diferencovatelná právě tehdy, existuje-li konečná derivace funkce {\displaystyle f\,} v bodě {\displaystyle c\,}. Konečnost derivace je důležitá, neboť například funkce signum má v nule nekonečnou derivaci, ale ne diferenciál.
Funkce {\displaystyle f:\mathbb {R} \to \mathbb {R} } je na diferencovatelná na intervalu {\displaystyle \mathrm {I} } s krajními body {\displaystyle a<b}, jestliže jsou splněny tyto tři podmínky:
1. {\displaystyle \forall x\in \left(a,b\right):f'\left(x\right)\in \mathbb {R} }
2. {\displaystyle a\in \mathrm {I} ,\Rightarrow f'_{+}\left(a\right)\in \mathbb {R} }
3. {\displaystyle b\in \mathrm {I} ,\Rightarrow f'_{-}\left(b\right)\in \mathbb {R} }

Tedy funkce na jednorozměrném intervalu je diferencovatelná, pokud má konečnou derivaci ve všech vnitřních bodech i konečné jednostranné derivace v obou koncových bodech intervalu.
Funkce f je spojitě diferencovatelná, pokud její derivace f'  je spojitá.
Někdy se diferencovatelnost uvažuje jen na otevřených intervalech, a pak v definici není druhá a třetí podmínka.

### Funkce více reálných proměnných
Postačující podmínka pro existenci diferenciálu funkce {\displaystyle f:\mathbb {R} ^{n}\to \mathbb {R} } v bodě c je existence a spojitost parciálních derivací f na okolí c. Diferenciál se obvykle definuje na vnitřních bodech definičního oboru. Pokud existují na otevřené množině spojité parciální derivace f podle všech proměnných, je f spojitě diferencovatelná.

### Funkce na hladké varietě
Funkce f definovaná na hladké varietě M je diferencovatelná, pokud pro každou mapu {\displaystyle g:M\to U\subset \mathbb {R} ^{n}} je složení {\displaystyle f\circ g^{-1}:U\to \mathbb {R} } diferencovatelná.

### Zobrazení mezi vícerozměrnými prostory
Zobrazení {\displaystyle \mathbb {R} ^{n}\to \mathbb {R} ^{k}} je diferencovatelné, pokud je diferencovatelná každá jeho složka. Podobně pro zobrazení mezi libovolnými hladkými varietami.

## Vlastnosti diferencovatelných funkcí
- Funkce, která je diferencovatelná v bodě, je v tomto bodě spojitá. Stejně pro libovolný interval.
- Součet, rozdíl, součin diferencovatelných funkcí je též diferencovatelný. Podíl f/g, kde g je nenulová, je diferencovatelný.
- Složení diferencovatelných zobrazení je diferencovatelné.
- Diferencovatelnou funkci lze aproximovat na okolí vnitřního bodu definičního oboru Taylorovým polynomem.
- Diferencovatelná funkce má všechny derivace ve směru a tato derivace závisí na směru lineárně.

## Příklady

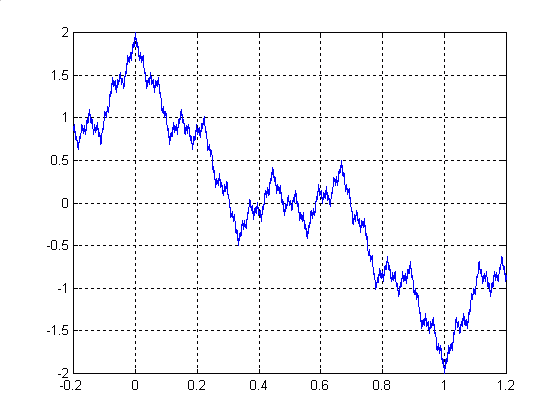
Weierstrassova funkce příklad spojité funkce, která není diferencovatelná

- Exponenciální, logaritmické, konstantní, mocninné, goniometrické, cyklometrické, hyperbolické a hyperbolometrická funkce jsou diferencovatelné na celém definičním oboru s výjimkou případně množiny izolovaných bodů.
- Funkce {\displaystyle f:\mathbb {R} \to \mathbb {R} ,\;f(x)={\begin{cases}e^{(-1/x)}&{\text{pokud }}x>0,\\0&{\text{pokud }}x\leq 0,\end{cases}}} není analytickou, a přesto je diferencovatelná na celém {\displaystyle \mathbb {R} }.
- Funkce definovaná předpisem {\displaystyle f(x)\;=\;{\begin{cases}x^{2}\sin(1/x)&{\text{pokud }}x\neq 0\\0&{\text{pokud }}x=0\end{cases}}} je diferencovatelná v bodě 0, ale není spojitě diferencovatelná, neboť její derivace není spojitá.[p 1]
- Weierstrassova funkce přestože je spojitá na celém {\displaystyle \mathbb {R} } není v žádném bodě definičního oboru diferencovatelná.

### Hladká funkce
Funkce f se nazve hladká na otevřené množině U, pokud má spojité derivace všech řádů (u funkce více proměnných parciální derivace). Značíme {\displaystyle f\in C^{\infty }(U)=\cap _{k}C^{k}(U)}.

### Holomorfní funkce
Obdobou diferencovatelné funkce v oboru komplexních čísel je holomorfní funkce.

## Další významy
- Diferencovatelná struktura - atlas hladké variety.
- Diferenciální forma - hladká sekce kotečného bundlu variety
- Diferencovatelný bundl - bundl, ve kterém jsou přechodové funkce diferencovatelné